# Tour de Ribas
O Tour de Beiras é uma competição de ciclismo profissional de um dia ucraniana que se disputa na Ucrânia. Criada em 1995 como corrida amador, desde 2016 faz parte do UCI Europe Tour, dentro da categoria 1.2. Em anos anteriores a prova disputava-se por etapas.

## Palmarés
Em amarelo: edição amador.
| Ano       | Ganhador              | Segundo            | Terceiro          |
| --------- | --------------------- | ------------------ | ----------------- |
| 1995      | Kirilo Pospeiev       | Andrey Moskalev    | Valery Makarian   |
| 1996      | Valery Kobzarenko     | Vadim Nanayenko    | Valery Zayets     |
| 1997      | Yuriy Metlushenko     | Valery Kobzarenko  | Valery Makarian   |
| 1998      | Alexei Nakazny        | Yuri Prokopenko    | Alexei Khristanin |
| 1999      | Anatoliy Varvaruk     | Volodomyr Starchyk | Pyotr Koshelenko  |
| 2000      |                       |                    |                   |
| 2001      | Leonid Timchenko      | Andriy Buchko      | Andrei Petushkov  |
| 2002      | Olexander Dykiy       | Andriy Gladkyy     | Andriy Pryshchepa |
| 2003      | Oleksandr Surutkovitx | Andriy Pryshchepa  | Andriy Gladkyy    |
| 2004      | Oleksandr Surutkovitx | Vitaliy Brichak    |                   |
| 2005      | Oleksandr Surutkovitx | Andriy Kutalo      | Yuriy Leontenko   |
| 2006      | Andriy Gladkyy        | Liubomyr Polataiko | Olexandr Klymenko |
| 2007      | Nicolas Gomenuk       | Alexey Shepilov    | Stanislav Volkov  |
| 2008      | Vitaliy Kondrut       | Ruslan Pidgornyy   | Stanislav Volkov  |
| 2009      | Dmytro Popov          | Andrey Gorkusha    | Roman Vyshnevsky  |
| 2010      | Alexey Shmidt         | Andriy Vasylyuk    | Valery Kobzarenko |
| 2011      | Artem Tesler          | Volodymyr Dyudya   | Serhiy Grechyn    |
| 2012      |                       |                    |                   |
| 2013      | Branislau Samoilau    | Siarhei Papok      | Roman Romanovich  |
| 2014-2015 |                       |                    |                   |
| 2016      | Andriy Vasylyuk       | Mykhailo Kononenko | Serhi Lahkuti     |
| 2017      | Serhi Lahkuti         | Andriy Vasylyuk    | Elchin Asadov     |
| 2018      | Não se disputou       | Não se disputou    | Não se disputou   |
| 2019      | Onur Balkan           | Vitaliy Buts       | Matvey Nikitin    |

## Palmarés por países
| País         | Vitórias |
| ------------ | -------- |
| Ucrânia      | 17       |
| Rússia       | 1        |
| Bielorrússia | 1        |
| Turquia      | 1        |